# Хеддернхаймер Ландштрассе (станция метро)
«Хеддерхаймер ландштрассе» (нем. Heddernheimer Landstraße) — станция метрополитена Франкфурта-на-Майне. Построена в первой очереди метрополитена Франкфурта-на-Майне. Наземная. Станция открыта 4 октября 1968 года. Проходят линии U1 и U9.

## Дизайн
Станция похожа на обычные 2 платформы, платформы низкопольные, чтобы перейти на другую платформу, надо пройти настилы.